# Camille Bourniquel
Camille Bourniquel est un poète, romancier et peintre français né le 7 mars 1918 et mort le 1er avril 2013 à Courbevoie,.

## Biographie
Camille Bourniquel naît à Paris d’un père pharmacien féru de spiritisme, Gaston Bourniquel et de sa seconde épouse Albertine Gleyses. Mobilisé en 1939, il est volontaire dans l'Armée de l'air et commandant de bord. De retour en France en 1941, il poursuit des études de droit, de sciences politiques et de musicologie.
Camille Bourniquel se lie alors  avec les poètes et les peintres de sa génération, Baron-Renouard, Bazaine, Bertholle, Elvire Jan, Hartung, Jean Le Moal, Manessier, Pignon, Singier. Il écrit des préfaces, des articles et de nombreuses chroniques dans des revues d'art.
Entré en 1946 à la revue Esprit, Camille Bourniquel en devient directeur littéraire en 1957.
En 1963 il écrit les textes de trois films d'art sur ses amis peintres et en 2004 fait donation au musée Unterlinden de Colmar d'œuvres de Manessier (L’Homme à la branche, 1942 ; Composition bleue, 1942 ; Printemps, 1968 ; Cheminée au Bignon, 1945), Elvire Jan (L’atelier II, 1942) et Singier (Enfant jouant aux cubes, 1943).
Il vivait à Courbevoie, dans l'une des tours de La Défense.

## Lauréats
- Prix du Renouveau en 1953 pour Retour à Cirgue.
- Plume d'or du Figaro littéraire en 1966 pour Le Lac.
- Prix Médicis en 1970 pour Sélinonte ou la Chambre impériale.
- Grand prix du roman de l'Académie française en 1977 pour Tempo.
- Prix Chateaubriand en 1981 pour L'Empire Sarkis.

## Publications
- Le Moal, Manessier, Singier, Galerie René Drouin, Paris, 1946.
- Quatrains, Burins de Singier, Éditions de la Galerie Biliet-Caputo, Paris, 1949.
- Retour à Cirgue, roman, Le Seuil, Paris, 1953 (Prix du Renouveau).
- Le Blé sauvage, roman, Le Seuil, Paris, 1955.
- Irlande, Collections Microcosme "Petite Planète", Le Seuil, Paris, 1955.
- Les Créateurs et le sacré, Textes et témoignages de Delacroix à nos jours avec Jean Guichard-Meili, Éditions du Cerf, Paris, 1956.
- Chopin, Collections Microcosme "Solfèges", Le Seuil, Paris, 1957.
- Les Abois, roman, Le Seuil, Paris, 1957.
- L'Été des solitudes, roman, Le Seuil, Paris, 1960.
- Le Lac, roman, Le Seuil, Paris, 1964 (Plume d'Or du Figaro littéraire). Éditions de Fallois, Paris, 2000.
- La Maison verte, nouvelles, Le Seuil, Paris, 1966.
- Les Gardiens, théâtre, Le Seuil, Paris, 1969.
- Sélinonte ou la Chambre impériale, Le Seuil, Paris, 1970 (Prix Médicis)  (ISBN 2020011476).
- Sentier d'Hermès, poèmes, 21 dessins d'Alfred Manessier, Galanis, Paris, 1971.
- L'Enfant dans la cité des ombres, Grasset, Paris, 1973.
- La Constellation des lévriers, roman, Le Seuil, Paris, 1975.
- Rencontre, collection Idée Fixe, Julliard, Paris, 1976.
- Tempo, roman, Paris, Julliard, 1977 (Grand prix du roman de l'Académie française)  (ISBN 2-260-00090-8).
- L'Enfant dans la cité des ombres, sept lithographies de Manessier, Le Livre contemporain & les Bibliophiles Franco-Suisses, Paris, 1978.
- Le Soleil sur la rade, roman, Julliard, Paris, 1979.
- L'Empire Sarkis, roman, Julliard, Paris, 1981 (Prix Chateaubriand).
- Le Jugement dernier, roman, Julliard, Paris, 1983.
- Elvire Jan, Éditions Guitardes, Paris, 1984.
- Le Manège d'hiver, roman, Julliard, Paris, 1986.
- Le Jardin des délices, Paris, Mercure de France, 1987.
- La Féerie et le royaume, lithographies originales de Marc Chagall, Mourlot, Paris.
- Karma, récit, Éditions de Fallois, Paris, 1999.
- Queen Alicia, roman, Éditions de Fallois, Paris, 2004  (ISBN 287706493X).
- Poèmes, Éditions de Fallois, Paris, 2004.
- Paul Valéry, Dernier dîner à Auteuil,   2009